# Кунитати
Кунитати (яп. 国立市 Кунитати-си) — город в Японии, находящийся в префектуре Токио. Площадь города составляет 8,15 км², население — 77 167 человек (1 октября 2020), плотность населения — 9468,34 чел./км².

## Географическое положение
Город расположен на острове Хонсю в префектуре Токио региона Канто. С ним граничат города Футю, Кокубундзи, Татикава, Хино.

## Население
Население города составляет 77 167 человек (1 октября 2020), а плотность — 9468,34 чел./км². Изменение численности населения с 1980 по 2005 годы:
| 1980 | 64 144 чел. |  |
| 1985 | 64 881 чел. |  |
| 1990 | 65 833 чел. |  |
| 1995 | 66 719 чел. |  |
| 2000 | 72 187 чел. |  |
| 2005 | 72 667 чел. |  |

## Символика
Деревом города считается гинкго, цветком — цветок сливы японской, птицей — большая синица.